# Polyglotta Africana
Polyglotta Africana är en studie som skrevs av den tyske missionären Sigismund Wilhelm Kölle 1854 där han jämförde 156 afrikanska språk (eller omkring 120 enligt dagens klassificering; flera varieteter som Kölle räknade som olika språk blev senare betraktade som varieteter av samma språk). Som jämförande studie var den ett genombrott vid denna tid.
Kölle baserade sitt material på förstahandsobservationer, mestadels med frigivna slavar i Freetown i Sierra Leone. Han transkriberade datan med en enhetlig fonetisk skrift som utvecklades av egyptologen Karl Friedrich Lepsius. Kölles transkriptioner var inte alltid riktiga. Exempelvis förväxlade han genomgående [s] och [z] och [tʃ], [dʒ]. Hans data var dock tillräckligt konsekventa för att möjliggöra grupperingar av språk efter likheter i ordförråd. Vissa av de grupperingar som han upprättade korresponderar med de grupperingar som används i nutida språkforskning:
- Nordvästatlantiska språk - atlantiska språk
- Nordvästra höga Sudan/Mandenga - mandespråk
- Nordöstra höga Sudan - gurspråk